# Eldersfield
Eldersfield est une paroisse civile et un village du Worcestershire, en Angleterre.